# صموئيل روزنبرغ
صموئيل روزنبرغ (بالإنجليزية: Samuel Rosenberg)‏ هو ناقد أدبي ومصور وصحفي أمريكي، ولد في 1912، وتوفي في 1996.